# Weerstatistieken november Nederland en België
Deze pagina bevat de gemiddelde waarden en de uitzonderlijke gebeurtenissen op weergebied in de maand november in Nederland en België, zoals geregistreerd door respectievelijk de KNMI-weerstations in Nederland en het KMI in Ukkel, België.

## Weerstatistieken maand november in Nederland 1901-2023

### Gemiddelden
Langjarige gemiddelden in het tijdvak 1991-2020.
|                                          | De Bilt | Eelde | Rotterdam | Maastricht |
| ---------------------------------------- | ------- | ----- | --------- | ---------- |
| Gemiddelde temperatuur (°C)              | 7,0     | 6,3   | 7,5       | 6,8        |
| Gemiddelde minimumtemperatuur (°C)       | 3,9     | 3,2   | 4,4       | 3,8        |
| Gemiddelde maximumtemperatuur (°C)       | 9,9     | 9,0   | 10,2      | 9,7        |
| Dagen met maximumtemperatuur ≥ 20 °C     | .       | .     | .         | 0,1        |
| Gemiddelde relatieve vochtigheid (%)     | 89,0    | 91,1  | 88,4      | 87,9       |
| Gemiddelde neerslagduur in % van de tijd | 10,2    | ?     | 10,7      | 9,5        |
| Gemiddelde neerslaghoeveelheid (mm)      | 80,0    | 70,0  | 87,6      | 62,2       |
| [ 1 ]                                    |         |       |           |            |

### Extremen
Hieronder volgen ranglijsten voor de hoogste en laagste gemiddelde temperatuur, de grootste en laagste neerslagsom en het grootste en laagste aantal uren zonneschijn, zoals gemeten op het KNMI-station in De Bilt tussen 1901 en 2023. De lijst van maandrecords is samengesteld uit de beschikbare gegevens van de genoemde stations.
| #     | Hoogste gemiddelde temperatuur in °C | Hoogste gemiddelde temperatuur in °C | Grootste neerslagsom in mm | Grootste neerslagsom in mm | Grootste aantal uren zonneschijn | Grootste aantal uren zonneschijn | #   |
| ----- | ------------------------------------ | ------------------------------------ | -------------------------- | -------------------------- | -------------------------------- | -------------------------------- | --- |
| 1.    | 1994                                 | 10,2                                 | 1944                       | 183,2                      | 1989                             | 112,6                            | 1.  |
| 2.    | 2015                                 | 9,9                                  | 1977                       | 166,7                      | 1920                             | 111,6                            | 2.  |
| 3.    | 2009                                 | 9,5                                  | 2023                       | 159,1                      | 1921                             | 99,3                             | 3.  |
| 4.    | 2006                                 | 9,2                                  | 2015                       | 148,2                      | 2022                             | 98,1                             | 4.  |
| 5.    | 2020                                 | 8,9                                  | 1930                       | 141,9                      | 1908                             | 97,7                             | 5.  |
| 6.    | 2022                                 | 8,6                                  | 1998                       | 140,0                      | 2011                             | 97,6                             | 6.  |
| 7.    | 1951                                 | 8,4                                  | 1939                       | 138,5                      | 1965                             | 93,5                             | 7.  |
| 8.    | 1938                                 | 8,4                                  | 1996                       | 136,4                      | 2014                             | 88,7                             | 8.  |
| 9.    | 1963                                 | 8,3                                  | 1940                       | 131,9                      | 2018                             | 85,5                             | 9.  |
| 10.   | 2014                                 | 8,2                                  | 1992                       | 131,8                      | 1929                             | 85,3                             | 10. |
| #     | Laagste gemiddelde temperatuur in °C | Laagste gemiddelde temperatuur in °C | Kleinste neerslagsom in mm | Kleinste neerslagsom in mm | Kleinste aantal uren zonneschijn | Kleinste aantal uren zonneschijn | #   |
| 1.    | 1921                                 | 1,3                                  | 2011                       | 10,8                       | 1976                             | 20,4                             | 1.  |
| 2.    | 1919                                 | 1,9                                  | 1955                       | 14,9                       | 1962                             | 22,2                             | 2.  |
| 3.    | 1993                                 | 2,2                                  | 1920                       | 15,7                       | 1938                             | 22,4                             | 3.  |
| 4.    | 1985                                 | 2,6                                  | 1953                       | 17,3                       | 1903                             | 22,6                             | 4.  |
| 5.    | 1965                                 | 2,7                                  | 1958                       | 17,5                       | 1953                             | 24,0                             | 5.  |
| 6.    | 1925                                 | 2,8                                  | 1924                       | 22,5                       | 1906                             | 26,0                             | 6.  |
| 7.    | 1915                                 | 2,9                                  | 1948                       | 25,0                       | 1945                             | 27,4                             | 7.  |
| 8.    | 1952                                 | 3,0                                  | 1989                       | 25,3                       | 1942                             | 28,5                             | 8.  |
| 9.    | 1923                                 | 3,0                                  | 1941                       | 28,0                       | 1927                             | 29,5                             | 9.  |
| 10.   | 1920                                 | 3,3                                  | 1962                       | 28,8                       | 1950                             | 32,4                             | 10. |
| [ 2 ] |                                      |                                      |                            |                            |                                  |                                  |     |

| | Officiële records                                  | Officiële records | Officiële records |  | Landelijke records  | Landelijke records | Landelijke records |
| Gebeurtenis | Datum                                              | Extreem           | Locatie           |  | Datum               | Extreem            | Locatie            |
| --- | -------------------------------------------------- | ----------------- | ----------------- |  | ------------------- | ------------------ | ------------------ |
| Laagste etmaalgemiddelde temperatuur (°C) | 29 november 1921                                   | −9,5              | De Bilt           |  | 29 november 1921    | −9,5               | De Bilt            |
| Hoogste etmaalgemiddelde temperatuur (°C) | 7 november 2014                                    | 16,4              | De Bilt           |  | 7 november 2015     | 17,4               | Ell                |
| Laagste minimumtemperatuur (°C) | 29-30 november 1921                                | −15,0             | De Bilt           |  | 29-30 november 1921 | −15,0              | De Bilt            |
| Hoogste minimumtemperatuur (°C) | 4 november 2010                                    | 14,5              | De Bilt           |  | 7 november 2015     | 14,8               | Arcen, Twenthe     |
| Laagste maximumtemperatuur (°C) | 29 november 1921                                   | −3,6              | De Bilt           |  | 28 november 1915    | −5,5               | Eelde              |
| Hoogste maximumtemperatuur (°C) | 2 november 2020                                    | 19,3              | De Bilt           |  | 1 november 2014     | 22,0               | Ell                |
| Hoogste uurgemiddelde windsnelheid (m/s) | 6 november 1921                                    | 26,8              | De Bilt           |  | 13 november 1972    | 30,9               | IJmuiden           |
| Hoogste windstoot (m/s) | 4 november 1957                                    | 31,9              | De Bilt           |  | 25 november 2005    | 48,0               | Hoek van Holland   |
| Langste zonneschijnduur (uur) | 1 november 1943, 11 november 1971, 2 november 1980 | 8,7               | De Bilt           |  | 1 november 1949     | 8,9                | Vlissingen         |
| Langste neerslagduur (uur) | 27 november 1961                                   | 22,1              | De Bilt           |  | 19 november 1986    | 24,0               | Rotterdam          |
| Hoogste etmaalsom van de neerslag (mm) | 27 november 1983                                   | 45,5              | De Bilt           |  | 25 november 2005    | 87,9               | Deelen             |
| Laagste etmaalgemiddelde relatieve vochtigheid (%) | 9 november 1908, 1 november 1920                   | 53                | De Bilt           |  | 1-2 november 1920   | 36                 | Eelde              |
| Laagste uurwaarde luchtdruk op zeeniveau (hPa) | 27 november 1983                                   | 962,7             | De Bilt           |  | 27 november 1983    | 954,2              | Eelde              |
| Hoogste uurwaarde luchtdruk op zeeniveau (hPa) | 30 november 1980                                   | 1043,6            | De Bilt           |  | 20 november 1915    | 1044,7             | Eelde              |
| Officiële records worden altijd gemeten op het KNMI-weerstation in De Bilt. Landelijke records kunnen worden gemeten op elk officieel KNMI-weerstation in Nederland. |                                                    |                   |                   |  |                     |                    |                    |

## Weerstatistieken maand november in België 1899-heden

### Gemiddelden
Vanaf 2011 werden de nieuwe normale waarden opnieuw berekend op basis van de gemiddelde metingen in Ukkel over de referentieperiode 1980-2010.
De oude normalen hebben verschillende referentieperiodes.
|                                     | normaal (oud) | normaal (nieuw) | record + | jaar | record - | jaar |
| ----------------------------------- | ------------- | --------------- | -------- | ---- | -------- | ---- |
| Luchtdruk in hPa                    | 1014,4        | 1015,1          | 1025,3   | 1867 | 1002,7   | 2019 |
| Gemiddelde windsnelheid in m/s      | 3,7           | 3,6             | 5,5      | 2009 | 2,5      | 1958 |
| Zonneschijnduur in hh:mi            | 63            | 66              | 149      | 1989 | 21       | 1922 |
| Gemiddelde temperatuur in °C        | 6,1           | 6,8             | 10,4     | 1994 | 0,9      | 1858 |
| Gemiddelde maximumtemperatuur in °C | 8,9           | 9,5             | 12,8     | 1994 | 4,9      | 1919 |
| Gemiddelde minimumtemperatuur in °C | 3,5           | 4,1             | 8,1      | 1994 | -1       | 1921 |
| Relatieve vochtigheid in %          | 86,7          | 88              | 95       | 1862 | 76       | 1920 |
| Gemiddelde dampdruk in hPa          | 8,2           | 9,0             | 11,5     | 1994 | 5,7      | 1921 |
| Neerslagtotaal in mm                | 68,3          | 76,4            | 174,6    | 1991 | 8,5      | 2011 |
| Neerslagdagen in d                  | 18            | 19              | 27       | 1974 | 7        | 1857 |
| [ 13 ]                              |               |                 |          |      |          |      |

### Extremen
Overzicht van de hoogste en laagste 5 waarden voor de maand november vanaf 1833 voor gemiddelde temperatuur, neerslaghoeveelheid en aantal neerslagdagen en vanaf 1887 voor zonneschijnduur in Ukkel.
|                        | Gemiddelde temperatuur | Gemiddelde temperatuur | Zonneschijnduur | Zonneschijnduur | Neerslaghoeveelheid | Neerslaghoeveelheid | Aantal neerslagdagen | Aantal neerslagdagen |
|                        | Jaar                   | °C                     | Jaar            | uren            | Jaar                | mm                  | Jaar                 | dagen                |
| ---------------------- | ---------------------- | ---------------------- | --------------- | --------------- | ------------------- | ------------------- | -------------------- | -------------------- |
| Hoogste waarden        |                        |                        |                 |                 |                     |                     |                      |                      |
| 1994                   | 10,4                   | 1989                   | 151             | 1991            | 174,6               | 1974                | 27                   |                      |
| 1984                   | 9,4                    | 1920                   | 128             | 1940            | 160,9               | 1951                | 26                   |                      |
| 2020                   | 9,2                    | 1954                   | 128             | 1939            | 160,6               | 1950                | 26                   |                      |
| 2006                   | 9,1                    | 1978                   | 125             | 1928            | 146,2               | 1977                | 26                   |                      |
| 1938                   | 9,0                    | 1908                   | 121             | 1930            | 145,4               | 1913                | 26                   |                      |
| Normale waarde (oud)   |                        | 6,1                    |                 | 63              |                     | 68,3                |                      | 18,0                 |
| Normale waarde (nieuw) |                        | 6,8                    |                 | 66              |                     | 76,4                |                      | 19                   |
| Laagste waarden        |                        |                        |                 |                 |                     |                     |                      |                      |
| 1919                   | 2,5                    | 1927                   | 29              | 1920            | 28,6                | 2011                | 11                   |                      |
| 1851                   | 2,5                    | 1946                   | 29              | 1989            | 22,1                | 1989                | 10                   |                      |
| 1896                   | 2,0                    | 2013                   | 28:56           | 1953            | 18,8                | 1921                | 9                    |                      |
| 1921                   | 1,8                    | 2010                   | 23:49           | 1853            | 11,0                | 1920                | 9                    |                      |
| 1871                   | 1,7                    | 1922                   | 23              | 2011            | 8,5                 | 1857                | 7                    |                      |
| [ 15 ]                 |                        |                        |                 |                 |                     |                     |                      |                      |

### Uitzonderlijke gebeurtenissen
Deze zijn in België:
- 1858 - Dit is qua gemiddelde temperatuur de koudste novembermaand ooit, meer dan 5 graden minder dan normaal.
- 1921 - In Ukkel bedraagt de gemiddelde temperatuur voor deze maand 1,8 °C (normaal: 5,8 °C). Dit is de koudste november van de eeuw.
- 1922 - Dit is de somberste van alle maanden november in Ukkel. De zon schijnt slechts 23 uur (normaal: 66 uur).
- 1953 - Tijdens de maand valt er slechts 18,8 mm neerslag in Ukkel (normaal: 75,1 mm). Dit is de droogste november van de eeuw.
- 1974 - Na de maand oktober tellen we in Ukkel ook tijdens de maand november een recordaantal neerslagdagen: zevenentwintig dagen (normaal: 19 dagem). Het regenachtige weer van de laatste weken heeft geleid tot gezwollen waterlopen en tot overstromingen, vooral in het westen en het centrum van het land.
- 1989 - Deze maand schijnt de zon in Ukkel gedurende 129 uur (normaal: 60 uur). Dit uitzonderlijk hoge aantal is meteen ook het record van de eeuw voor de maand november.
- 1991 - De totale neerslaghoeveelheid van de maand november bedraagt in Ukkel 174,6 mm (normaal: 74,6 mm). Dit is een recordwaarde voor die maand.
- 1994 - Met een gemiddelde temperatuur van 10,4 °C in Ukkel is dit de warmste maand november van de eeuw (normaal: 5,8 °C).
- 2006 - Hoogste maximumtemperatuur 18,5 °C
- 2009 - Hoogste gemiddelde windsnelheid te Ukkel met een waarde van 5,5 m/s (normaal 3,7 m/s).
- 2010 - Tussen 11 november om 7 uur en 14 november om 7 uur viel er in Ukkel 79 mm neerslag. Dit is meer dan de normale maandhoeveelheid. Deze neerslag leidde in heel België tot de ergste overstromingen sinds 1953.[16]
- 2010 - Op een na somberste maand november ooit met te Ukkel 23 uur zonneschijn (normaal: 66 uur).
- 2011 - Droogste maand november ooit met 8,5 mm neerslag (normaal 79,4 mm).
- 2015 - Hoogste gemiddelde maximumtemperatuur met 13,1 °C (normaal 9,5 °C) te Ukkel, net als de absolute maximumtemperatuur (20,8 °C, normaal 16,2 °C).
- 2019 - Laagste gemiddelde luchtdruk met te Ukkel 1002.7 hPa (normaal: 1015.1 hPa).